# Mega Man (série animada)
Mega Man é uma série de desenho animado estadunidense-japonesa coproduzida entre Capcom e Ruby-Spears, e baseada na série clássica de jogos homônimos lançada para NES.
A história mostra os diversos confrontos de Mega Man, Rush e Roll contra Dr. Wily e Proto Man que frequentemente busca dominar o mundo usando seus robôs e também destruir Mega Man e Dr. Light. A série foi a adaptação mais fiel aos jogos desde a última aparição nada promissora dos personagens em Capitão N: O Mestre dos Jogos. O desenho animado também contou com uma participação especial do Mega Man X no último episódio. Acabou em 1995 com apenas duas temporadas por falta de orçamento para uma terceira.
Originalmente estreou no dia 11 de Setembro de 1994 simultaneamente em vários canais ao redor do mundo. No Brasil, a série estreou no dia 5 de maio de 1996 pelo SBT, quando era exibido simultaneamente entre as manhãs de domingo e o Sábado Animado, sendo neste último onde permaneceu no ar liderando a audiência por alguns anos. Também foi apresentado no Bom Dia e Cia entre 2000 e 2001, apresentado na época por Jackeline Petkovic.

## História
No passado Dr. Light e Dr. Wily foram dois brilhantes cientistas especializados na área da robótica. Juntos eles construíram um protótipo de um super-robô, porém o mesmo acabou entrando em falha. Dr. Wily com sua ambição e inveja de Light acabou roubando o protótipo do robô e o reconstruiu para ser seu fiel servo Proto Man para ajudá-lo em sua dominação mundial. Enquanto isso Dr. Light cria dois novos robôs chamados Rock e Roll, juntamente com outros três robôs poderosos: Cut Man, Guts Man e Ice Man. No entanto na noite seguinte Dr. Wily e Proto Man invadem o laboratório de Light e sequestram Rock e Roll juntamente dos outros três robôs que foram reprogramados para servirem a Wily, porém Rock consegue escapar juntamente de Roll. Desde então Rock foi reconstruído para se tornar o herói Mega Man para impedir os planos do Dr. Wily de dominar o mundo. Esta história é contada no primeiro episódio.
A partir daí os demais episódios seguem sempre um mesmo esquema com Dr. Wily e seus capangas robôs Proto Man, Cut Man e Guts Man arquitetando um plano para dominar o mundo ou derrotar Mega Man, Dr. Light, Roll e Rush. A cada episódio aparece um Robot Master diferente auxiliando Dr. Wily e normalmente o mesmo é foco tendo seu poder roubado por Mega Man para salvar o dia.

## Personagens

### Heróis
- Mega Man - O protagonista do desenho. No passado foi criado pelo Dr. Light sob o nome de Rock juntamente de Roll, logo após ser traído por Wily. Depois que Wily raptou os robôs de Light e começou seus ataques para dominação mundial, ele acabou sendo reprogramado para lutar contra Wily e seus robôs virando o Mega Man. Tem como principal habilidade a de roubar o poder dos outros robôs, ao contrário dos jogos ele consegue apenas tocando no braço deles e sem mudar de cor. Frequentemente é acompanhado por Rush e Roll nas missões.
- Dr. Light - O cientista criador e pai de Mega Man e Roll. No passado foi responsável por criar também Proto Man com a ajuda do Dr. Wily, até ser traído pelo mesmo que o roubou para usar pros seus propósitos malignos. Ele também foi responsável por criar Rush e também os três primeiros Robot Masters (ao contrário do primeiro jogo em que ele tinha criado todos os seis) Guts Man, Cut Man e Ice Man.
- Roll - A irmã de Mega Man e ocasional parceira de combate. É a personagem mais diferente em relação a sua contraparte dos jogos, aqui ela está mais madura, vestindo um macacão vermelho e amarelo-claro além de estar equipada com um braço capaz de se transformar num aspirador de pó poderoso e outras armas. Frequentemente tenta acompanhar Mega Man nas missões, mesmo que contra a própria vontade de seu irmão.
- Rush - O cão-robô fiel de Mega Man. Foi criado pelo Dr. Light para ajudá-lo nas missões sendo capaz de se transformar em vários meios de transportes, principalmente em um jato. Ele frequentemente serve como alívio cômico no desenho, sendo desastrado, trapalhão e capaz de falar algumas poucas palavras, lembrando um pouco o Scooby-Doo.

### Vilões
- Dr. Wily - O vilão do desenho. Um cientista louco que no passado trabalhava junto de Dr. Light com quem juntos criaram Proto Man até o mesmo dar defeito. Wily logo roubou o projeto de Proto Man e o usou para o mal ao mesmo tempo que também roubou os Robot Masters de Light e construiu novos para dominar o mundo.
- Proto Man - O fiel servo de Dr. Wily e o irmão rival de Mega Man. Foi a primeira criação de Light e Wily até ser reprogramado por Wily para serví-lo e destruir Mega Man. Ele tem uma forte rivalidade com Mega Man, assim como ele também sendo capaz de usar os poderes dos Robot Masters. Ao contrário de Dr. Wily sua maior e única ambição é apenas a de querer derrotar seu irmão, muitas vezes chegando a impedir Wily e os outros robôs de fazerem isso.
- Cut Man e Guts Man - São os dois Robot Masters principais do Dr. Wily que aparecem em todos os episódios. Os dois haviam sido criados pelo Dr. Light (juntos do Ice Man) um pouco depois de Mega Man e Roll para servirem trabalhos sociais até serem reprogramados por Wily e usados para o mal. Frequentemente aparecem nos episódios como uma dupla cômica e incompetente sempre sendo facilmente derrotados por Mega Man juntamente com os outros Robot Masters.

### Recorrentes
- Eddie - Um pequeno robô parceiro de Mega Man. Ele é capaz de fornecê-lo ocasionalmente tanques de energia para se recuperar durante os combates. Ao contrário dos jogos nesta série ele é verde em vez de vermelho.
- Met - No primeiro episódio um Met (inimigo recorrente dos jogos) aparece como assistente do Dr. Light durante o flashback mostrando o nascimento de Mega Man e Roll. Porém ele nunca mais apareceu em outro episódio, supostamente tendo sido reconstruído para ser o Eddie.
- Robot Masters - Os robôs servos de Dr. Wily que frequentemente aparecem a cada episódio o ajudando em seus planos malignos. Em toda série foram vistos aparecendo Robot Masters do primeiro até o quinto jogo (não aparecendo nenhum de Mega Man 6, embora o desenho tenha sido lançado no mesmo ano que o jogo). Ao contrário de Cut Man e Guts Man eles aparecem aleatoriamente nos episódios, alguns aparecendo em vários episódios e outros aparecendo em apenas um. Os únicos Robot Masters que não estão presentes em nenhum episódio são Flash Man, Bubble Man, Skull Man e Charge Man.
- Prefeito - Aparece em vários episódios normalmente sendo ameaçado pelo Dr. Wily e seus robôs. É um personagem que foi criado exclusivamente para o show.

## Episódios

### 1.ª temporada (1994)
- 01. O Início (The Beginning)
- 02. Pesadelo Elétrico (Electric Nightmare)
- 03. Mega-Pinóquio (Mega-Pinocchio)
- 04. O Grande Agitar (The Big Shake)
- 05. Parque dos Robossauros (Robosaur Park)
- 06. Mega Man na Lua (Mega Man in the Moon)
- 07. 20.000 Vazamentos Submarinos (20,000 Leaks under the Sea)
- 08. O Incrível Micro-Man (The Incredible Shrinking Megaman)
- 09. Troca de Identidade (Bot Transfer)
- 10. A Era do Gelo (Ice Age)
- 11. Aço Frio (Cold Steel)
- 12. Choque no Futuro (Future Shock)
- 13. A Estranha Ilha do Dr. Wily (The Strange Island of Dr. Wily)

### 2.ª temporada (1995)
- 01. O Grande Show  (Showdown at Red Gulch)

- 02. O Terror dos Sete Mares (Terror of The Seven Seas)
- 03. Mega Sonhos (Mega Dreams)
- 04. A Aranha-Robô (Robo-Spider)
- 05. Mestre do Desastre (Master of Disaster)
- 06. A Noite dos Bots Monstros Vivos (Night of The Living Monster Bots)
- 07. Os Homens-Leões (Curse of The Lion Men)
- 08. O Dia em Que a Lua Caiu (The Day the Moon Fell)
- 09. Sabotagem no Campus (Campus Commandos)
- 10. Cerebot (Brain Bots)
- 11. A Eleição de Deacon (Bro Bots)
- 12. Um Estranho Parque de Diversões (Bad Day at Peril Park)
- 13. Mega Man X (Mega X)
- 14. O Crime do Século (Crime of Century) - Apenas em Inglês

## Dubladores (Brasil)

#### PERSONAGENS PRINCIPAIS
- Mega Man: Marcelo Campos
- Roll: Letícia Quinto
- Dr. Light: Walter Breda
- Eddie: Carlos Falat (1ª voz) / Sérgio Rufino (2ª voz)
- Dr. Willy: Luiz Carlos de Moraes
- Guts Man: Daoiz Cabezudo
- Cut Man: Élcio Sodré
- Proto Man: Wendel Bezerra

### ROBÔS MESTRES
- Air Man: Luiz Antônio Lobue
- Bright Man: Eudes Carvalho (2ª voz)
- Bomb Man: Jonas Mello (1ª voz) / Ézio Ramos (2ª voz)
- Crash Man: Fábio Moura
- Crystal Man: Fábio Moura
- Dark Man: Mário Jorge Montini (1ª voz)/ Felipe Di Nardo (2ª voz)
- Drill Man: Ézio Ramos
- Dust Man: Hermes Baroli
- Bright Man (1ª voz), Elec Man e Ice Man - Leonardo Camillo
- Gemini Man: Fábio Moura
- Gravity Man: Celso Alves
- Gyro Man: Paulo Wolf
- Hard Man: Mário Vilela
- Heat Man: Celso Alves
- Magnet Man: Affonso Amajones
- Metal Man: Hermes Baroli
- Needle Man: Paulo Porto
- Pharaoh Man: Luiz Antônio Lobue
- Ring Man: Celso Alves
- Shadow Man: Mauro Eduardo Lima
- Snake Man: Leonardo Camillo (1ª voz) /Francisco Brêtas (2ª voz)
- Spark Man: Felipe Di Nardo
- Star Man: Hermes Baroli
- Toad Man: Affonso Amajones
- Top Man: Ézio Ramos
- Wood Man: Affonso Amajones

### OUTROS PERSONAGENS
- Mega Man X: Sérgio Rufino
- Vile: Felipe Di Nardo
- Spark Mandrill: Eudes Carvalho
- Cerebot: Sérgio Rufino